# Hi Masters
Hi Masters, pośmiertny album zawierający piosenki nagrane przez O.V. Wrighta dla wytwórni Hi Records.

## Lista utworów
| Nr | Tytuł                              | Czas | Autorzy                                 |
| -- | ---------------------------------- | ---- | --------------------------------------- |
| 1  | Into Something (Can't Shake Loose) | 4:24 | Randle/Shaw/Wright                      |
| 2  | I Feel Love Growin'                | 3:49 | Mitchell/Randle/Wright                  |
| 3  | Precious, Precious                 | 3:32 | Crawford/Moore/Wright                   |
| 4  | Trying to Live My Life Without You | 2:40 | Mitchell/Wright                         |
| 5  | Your Good Thing (Is About to End)  | 4:59 | Hayes/Porter/Wright                     |
| 6  | The Bottom Line                    | 3:07 | Jackson/Mitchell/Mitchell/Randle/Wright |
| 7  | I Don't Do Windows                 | 2:19 | Jackson/Moore/Wright                    |
| 8  | The Time We Have                   | 2:57 | Mitchell/Randle/Wright                  |
| 9  | You Gotta Have Love                | 3:04 | Mitchell/Randle/Wright                  |
| 10 | Rhymes                             | 3:21 | Green/Hodges/Wright                     |
| 11 | Without You                        | 4:34 | Hodges/Mitchell/Wright                  |
| 12 | No Easy Way to Say Goodbye         | 3:57 | Free                                    |
| 13 | That's the Way I Feel About 'Cha   | 4:27 | Walden/Wright                           |
| 14 | A Fool Can't See the Light         | 2:48 | Wright                                  |
| 15 | I Don't Know Why                   | 3:17 | Mitchell/Randle/Wright                  |